# Université de médecine et pharmacie Iuliu Hațieganu
 (janvier 2013).
L'université de médecine et pharmacie « Iuliu Hațieganu » est une université publique fondée en 1872 et située à Cluj-Napoca en Transylvanie, dans le centre-ouest de la Roumanie. 
C'est l'un des principaux établissements d'enseignement médical du pays.
En 2019, l’université de médecine et pharmacie « Iuliu Hațieganu » était classée au rang 801-1000 au classement mondial des universités du Times Higher Education.

## Histoire
La première école de médecine de Cluj remonte au 1565 quand la Diète de Transylvanie décida de fonder un collège de médecine géré par des professeurs français et suisses. En 1581 le collège passa sous l'administration de l'ordre des jésuites, puis, à partir de 1774, l'institution fut dirigée par l'ordre des piaristes. En 1781, l'allemand prit la place du latin comme langue d'enseignement.
En 1872, l'empereur François-Joseph fonda l'Université de Cluj qui comprenait aussi une faculté (UFR) de médecine. Après l'union de la Transylvanie au Royaume de Roumanie en 1918, Iuliu Hațieganu fut désigné professeur et doyen de la faculté de médecine de Cluj. C'est à cette époque que commença l'enseignement en langue roumaine à la faculté de médecine de Cluj.
La faculté de médecine continua à se développer : en 1948 elle devint l'Institut de Médecine et Pharmacie comprenant plusieurs facultés, puis, en 1990 son nom changea en Université de médecine et pharmacie. En 1993, l'université reçoit le nom de Iuliu Hațieganu.

## Présentation générale
L'Université Iuliu Hațieganu regroupait en 2008-2009 environ 10 430 étudiants répartis en cinq facultés.
En outre, elle disposait de :
- 756 personnels enseignants-chercheurs
- 600 personnels administratifs (bibliothécaires, ingénieurs, administratifs, techniciens, ouvriers et personnel de service)
- 10 laboratoires de recherche
- 1 centre d'excellence en anesthésie et réanimation
- 20 amphithéâtres
- 1 450 appareils de laboratoire utilisés dans un but didactique
- environ 1 200 ordinateurs
- une maison d'édition (Editura medicală universitară Iuliu Hațieganu ) et une typographie
- une bibliothèque (Biblioteca Valeriu Bologa)
- 2 901 places en résidence universitaire
- un restaurant universitaire de 200 places

### Direction
- Recteur : Constantin Ciuce, responsable du département de chirurgie[3]. Il préside le Sénat de l'université[4];
- Président : Marius Bojita, responsable du département de l'analyse et du contrôle des médicaments;
- Secrétaire général : Mihai Gudea.

## Relations internationales
Les échanges internationaux de l'école de médecine clujoise ont une longue tradition, qui remonte jusqu'au XVIe siècle. Cependant, ces échanges diminuèrent au début du régime communiste roumain, notamment au cours des années 1950 du siècle dernier. L'école recommença à s'ouvrir à l'international, tant au niveau du flux d'étudiants quant au niveau scientifique, vers la fin des années 1960. Compte tenu de l'orientation politique de la Roumanie, jusqu'à la révolution de 1989 la plupart des étudiants étrangers de l'université provenaient des pays arabes et africains. À partir de la fin des années 1990 du siècle dernier, le nombre d'étudiants provenant de l'UE ne cesse de croître. Ainsi, en 2018, à l'Université Iuliu Hațieganu il y avait plus de 2 600 étudiants étrangers venant de 57 pays différents mais majoritairement originaire de France, d'Allemagne, d'Israël, du Maroc et de Tunisie.
L'Université Iuliu Hațieganu est affiliée aux organisations suivantes :
- ADEE (Association for Dental Education in Europe)
- EAFP (Association Européenne des Facultés de Pharmacie)
- AUF (Agence universitaire de la Francophonie)
- CIDMEF (Conférence Internationale des Doyens et des Facultés de Médecine d'Expression Française)
- CIDPHARMEF (Conférence Internationale des Doyens des Facultés de Pharmacie d'Expression Française)
- CONFRECO (Conférence des Recteurs des Universités membres de l'AUF en Europe centrale et orientale)
- EMA (European Medical Association)
- EUA (European University Association)
- HUMANE (Heads of University Management & Administration Network in Europe)
- SIFEM (Société internationale francophone d'éducation médicale)

## Composantes
- Faculté de médecine générale (6 ans d'études ; langues d'enseignement : anglais, français et roumain)
- Faculté de médecine dentaire (6 ans d'études ; langues d'enseignement : anglais, français et roumain)
- Faculté de pharmacie (5 ans d'études ; langues d'enseignement : français et roumain)
- Faculté d'infirmiers et de sages-femmes (3 ou 4 ans d'études, en fonction de la spécialisation choisie ; langue d'enseignement : roumain)
- Faculté des sciences de la santé (3 ans d'études ; langue d'enseignement : roumain)

## Offre de formation

### Licence
Les candidats roumains doivent passer un concours afin de commencer leurs études de médecine. En revanche, les candidats étrangers sont admis sans concours à la suite de l'examen de leur dossier, expériences professionnelles, note du baccalauréat. Les candidats étrangers qui veulent étudier uniquement en roumain doivent suivre les cours intensifs de roumain offerts dans le cadre d'une année préparatoire. Mais les cours sont dispensés dans plusieurs langues. 
Les cours de l'université Iuliu Hațieganu sont alignés avec le système LMD et ECTS. En ce qui concerne les évaluations semestrielles, l'étudiant doit obtenir une moyenne de 5 ou 6 sur 10 afin d'avoir son examen. En Roumanie, l'évaluation se fait sur une échelle de 1 à 10, 1 étant la plus mauvaise note et 10 la meilleure. Afin d'avoir son diplôme de fin d'études, le candidat doit présenter un mémoire et il doit aussi passer un examen comptant plusieurs épreuves. Le diplôme est délivré uniquement dans le cas où la moyenne générale (mémoire + épreuves) est d'au moins 6, compte tenu du fait qu'aucune note ne doit être inférieure à 5.

#### Formations santé
- Diplôme de docteur en médecine (6 ans d'études, valable dans toute l'Europe)
- Diplôme de docteur en chirurgie dentaire (6 ans d'études)
- Diplôme de docteur en pharmacie (5 ans d'études)
- Diplôme de sage-femme (4 ans d'études)
- Diplôme d'infirmier(e) (3 ans d'études)

#### Formations paramédicales
- Diplôme d'assistant(e) de radiologie et d'imagerie médicale (3 ans d'études)
- Diplôme d'assistant de laboratoire (3 ans d'études)
- Diplôme de balnéo-physio-kinésithérapie (3 ans d'études)
- Diplôme en nutrition et diététique (3 ans d'études)
- Diplôme d'assistant en pharmacie (3 ans d'études)
- Diplôme de technicien(ne) dentaire (3 ans d'études)
- Diplôme d'assistant(e) dentaire (3 ans d'études)

### Master
L'admission aux études de master se fait uniquement par voie de concours.
- Informatique médicale et biostatistique (1 an d'études)
- Bio-informatique (1 an d'études)
- Pharmacologie clinique (1 an d'études)
- Médecine moléculaire et neurosciences (2 ans d'études)
- Ultrasonographie (1 an d'études)
- Techniques d'instrumentation pour les assistants médicaux licenciés dans les spécialités chirurgicales (2 ans d'études)
- Bases physiologiques de la cosmétologie (2 ans d'études)
- Médecine de la culture physique et du sport (2 ans d'études)
- Méthodologie de la recherche scientifique en sciences de la vie (2 ans d'études)
- Pédiatrie sociale (2 ans d'études)
- Sexologie (2 ans d'études)
- Récupération des malades rhumatiques par méthodes physico-kinétiques (2 ans d'études)
- Soins infirmiers en pédiatrie et en puériculture (2 ans d'études)
- Promotion de la santé et stratégies préventives (2 ans d'études)
- Management des services de santé (2 ans d'études)
- Psychiatrie de l'enfant - traitement et récupération (2 ans d'études)
- Étude et analyse des médicaments (1 an d'études)
- Technologie pharmaceutique industrielle (1 an d'études)
- Toxicologie des médicaments et de l'environnement (1 an d'études)
- Réhabilitation orale et médecine buccale (2 ans d'études)

### Doctorat
L'accès au doctorat se réalise uniquement par voie de concours. Pour l'année 2009-2010, l'Université Iuliu Hațieganu met à la disposition des candidats 210 places en école doctorale. Les doctorants peuvent soumettre leurs projets de recherche à plusieurs compétitions afin d'obtenir une bourse de recherche. Compte tenu du nombre des bourses de recherche obtenues, les doctorants de l'Université Iuliu Hațieganu sont les plus performants de la Roumanie.

### Autres
- Résidence et spécialisations. Afin de commencer sa résidence, le titulaire d'un diplôme en médecine et/ou pharmacie doit passer un concours organisé par le Ministère de la Santé. La durée de la résidence varie, en fonction de la spécialisation choisie, de trois ans à sept ans[9]. L'université propose aux futurs médecins toutes les spécialisations sauf l'expertise médicale de la capacité de travail et la médecine sportive.
- Formation continue - dans le domaine médical, chirurgical, médecine dentaire et pharmacie.

## Recherche
L'Université Iuliu Hațieganu est l'un des plus importants instituts de recherche médicale de la Roumanie. Ses doctorants et ses chercheurs activent dans onze laboratoires de recherche.
Le centre d'excellence en anesthésie et réanimation a été fondé en 2001 ; domaines de recherche : anesthésie générale, anesthésie loco-régionale, réanimation.
Laboratoires de recherche :
- laboratoire de recherche en chirurgie cœlioscopique
- laboratoire de recherche en maladies génétiques et en maladies conditionnées génétiquement chez l'enfant
- laboratoire de recherche en chirurgie oncologique
- laboratoire de recherche en ultrasonographie
- laboratoire de recherche en biopharmaceutique et en pharmacocinétique
- laboratoire de recherche cardiovasculaires
- laboratoire de recherche en pédiatrie
- laboratoire de recherche en hépato-gastroentérologie et en endoscopie digestive
- laboratoire de recherche en immunologie
- laboratoire de recherche en maladies rhumatologiques

## Anciens élèves
- Victor Babeș (1854–1926), médecin, biologiste et bacteriologiste
- Gheorghe Bilașcu (1863–1926), dentiste
- Emil Racoviță (1868–1947), biologiste, zoologue et spéléologue
- Iacob Iacobovici (1879–1959), chirurgien
- Iuliu Moldovan (1882–1966), pionnier des politiques d'hygiène et de santé publique
- Iuliu Hațieganu (1885–1959), clinicien, médecin et chercheur
- Victor Papilian (1888–1956), médecin, écrivain et professeur d'université
- Lucian Valeriu Bologa (1892–1971), médecin et historien médical
- Ioan Goia (1892–1982), sémiologue
- Teodor Goina (1896–1985), pharmacien et professeur d'université
- Erwin Popper (1906–1974), premier doyen de la Faculté de pharmacie de Cluj
- Octavian Fodor (1913–1976), père de la gastroentérologie en Roumanie
- Raed Arafat (1964-), médecin et ancien ministre de la santé roumain d'origine syrio-palestinienne

## Vie étudiante
Bien que dans leurs actions les associations des étudiants soient indépendantes, l'Université Iuliu Hațieganu soutient les activités scientifiques, sociales et culturelles entamées par les étudiants.
Les associations et leurs activités :
- L'Association des étudiants en médecine dentaire - relations internationales (rencontres, conseils, informations sur les bourses et sur les colloques organisés en Roumanie et ailleurs etc.) ; organisation d'un congrès international des étudiants stomatologues ; programmes d'échanges avec les étudiants appartenant à d'autres centres universitaires ; accueil des étudiants en première année (informations, conseils, etc.) ; édition d'un journal destiné aux stomatologues.
- L'Association des étudiants en médecine - membre IFMSA (IFMSA) et FASMR (FASMR) ; organise des échanges professionnels en Roumanie et ailleurs ; campagnes d'éducation médicale ; club montagne / écologie ; édition du journal VI Plus destiné aux étudiants en médecine.
- L'Association des étudiants en pharmacie - membre IPSF (IPSF) ; campagnes éducatives ; organise plusieurs festivals et événements par an ; accueil des étudiants en première année.
- L'Association sportive Iuliu Hațieganu - organise des événements dans la base sportive Iuliu Hațieganu et ailleurs.
- La Corporation Médecine Cluj, association des étudiants francophones en médecine, pharmacie et dentaire - association reconnue par l'administration de la faculté Corpo Médecine Clu